# Loiching
Loiching is een gemeente in de Duitse deelstaat Beieren, en maakt deel uit van het Landkreis Dingolfing-Landau.
Loiching telt 3.657 inwoners.
Dingolfing ·
Eichendorf ·
Frontenhausen ·
Gottfrieding ·
Landau a.d.Isar ·
Loiching ·
Mamming ·
Marklkofen ·
Mengkofen ·
Moosthenning ·
Niederviehbach ·
Pilsting ·
Reisbach ·
Simbach ·
Wallersdorf